# Ben Shapiro
Benjamin Aaron Shapiro ([/ʃəˈpɪəroʊ/]; ur. 15 stycznia 1984) – amerykański komentator polityczny, pisarz i prawnik. Napisał siedem książek, pierwszą w 2004 roku: Brainwashed: How Universities Indoctrinate America’s Youth, nad którą zaczął pracować w wieku 17 lat. W tym samym roku Shapiro został najmłodszym felietonistą pracującym w ramach narodowego syndykatu dziennikarskiego w USA. Shapiro pisze felietony dla syndykatu Creators Syndicate oraz „Newsweek”, jest redaktorem naczelnym oraz założycielem portalu The Daily Wire, a także prowadzi codzienny podcast i program radiowy dotyczący polityki The Ben Shapiro Show. W latach 2012–2016 pracował też jako redaktor serwisu Breitbart News.

## Dzieciństwo i młodość
Shapiro urodził się w Los Angeles, w stanie Kalifornia w rodzinie pochodzenia żydowskiego. Jego przodkami są żydowscy emigranci z Rosji i Litwy. W dzieciństwie rozwijał swój talent w grze na skrzypcach i pianinie. Zasłynął z występu na uroczystości Israeli Bonds Banquet w 1996 roku, gdy miał zaledwie dwanaście lat. Rodzice Shapira pracowali w Hollywood. Jego matka była dyrektorem stacji telewizyjnej, a ojciec kompozytorem.
Przeskakując dwie klasy (trzecią i dziewiątą), Shapiro przeszedł ze szkoły średniej Walter Reed Middle School do szkoły przygotowawczej Yeshiva University High School w Los Angeles, którą ukończył w 2000 roku w wieku 16 lat. W 2004 roku, w wieku 20 lat, Shapiro ukończył studia na Uniwersytecie Kalifornijskim z tzw. najwyższą pochwałą (summa cum laude) oraz wyróżnieniem Phi Beta Kappa. Licencjat (Bachelor of Arts) obronił w dziedzinie nauk politycznych, a w roku 2007 ukończył Harvard Law School, także z wyróżnieniem (cum laude). Po studiach pracował w Goodwin Procter. Od marca 2012 roku prowadzi prywatne biuro doradztwa prawnego Beniamin Shapiro Legal Consulting, z siedzibą w Los Angeles.

## Kariera

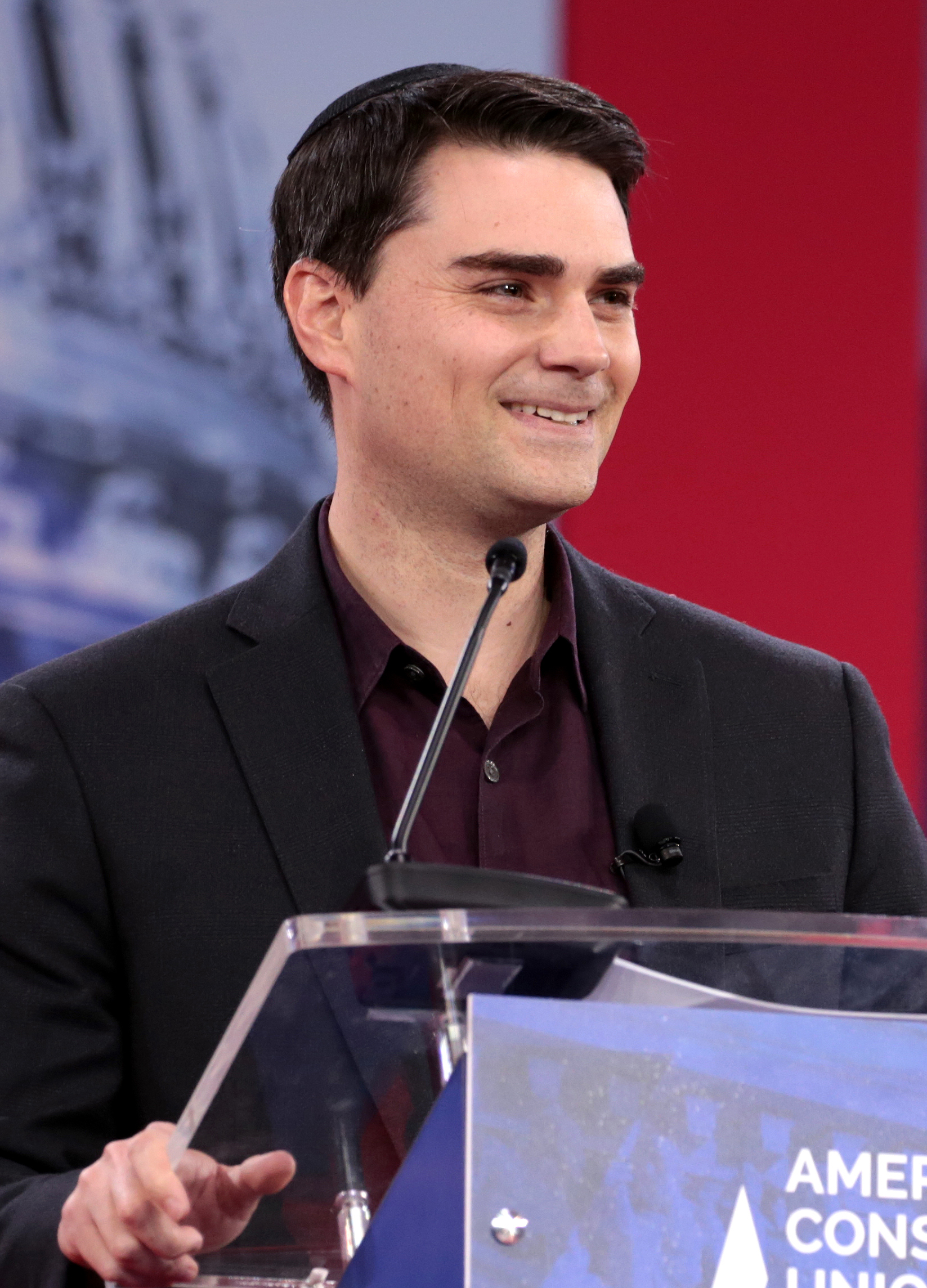
Shapiro przemawiający podczas corocznej konferencji konserwatystów CPAC w National Harbor, Maryland, USA.

### Autor
Shapiro zaczął interesować się polityką w młodym wieku. Gdy miał 17 lat zaczynał jako felietonista zrzeszony w państwowym syndykacie dziennikarskim, a w wieku 21 lat miał już na koncie dwie książki.
W swojej książce z 2004 roku, Brainwashed, Shapiro pisze, że studenci nie mają styczności z całym wachlarzem światopoglądowym, a ci, którzy nie mają mocno określonego zdania zostają zdominowani przez liberalnych instruktorów - pomimo tego, że podczas zajęć zachęca się do dyskusji.
W 2011 roku HarperCollins opublikowało czwartą książkę Shapira, Primetime Propaganda, w której Shapiro twierdzi, że Hollywood dyskryminuje prawicowe światopoglądy, co objawia się w doborze programów rozrywkowych emitowanych w godzinach największej oglądalności telewizyjnej. W książce Shapira producenci serialów Happy Days i M*A*S*H wyznają, że seriale te posłużyły propagandzie pacyfistycznej oraz sprzeciwowi wobec wojny w Wietnamie. W tym samym roku, w którym wydano Primetime Propaganda, Shapiro został stypendystą fundacji David Horowitz Freedom Center.
W 2013 roku Threshold Editions opublikowało piątą książkę Shapira, Bullies: How the Left's Culture of Fear and Intimidation Silences Americans.

### Publicysta
W 2012 roku Shapiro został redaktorem Breitbart News, konserwatywnego serwisu internetowego założonego przez Andrew Breitbarta. W marcu 2016 roku Shapiro zrezygnował z posady redaktora Breitbart News gdy, jak sam to określił, pracownicy wspomnianego portalu nie poparli dziennikarki Michelle Fields w jej oskarżeniu, jakoby Corey Lewandowski, były szef kampanii prezydenta Donalda Trumpa, miał ją zaatakować. Po odejściu Shapira na portalu opublikowano komentarz: „Ben Shapiro zdradza wiernych czytelników Breitbarta w pogoni za posadą w Fox News”. Komentarz ten został później usunięty.
7 lutego 2013 roku Shapiro opublikował artykuł, powołując się na anonimowe źródło w Senacie, z którego wynikało, że grupa pod nazwą „Przyjaciele Hamasu” znalazła się w gronie zagranicznych kontrybutorów kampanii politycznej Chucka Hagela, byłego senatora USA a niedoszłego Sekretarza Obrony Stanów Zjednoczonych, nominowanego przez prezydenta Baracka Obamę. Jednakże parę tygodni później dziennikarz „Slate”, David Weigel, poinformował, że nie ma dowodów na istnienie takiej grupy. Shapiro powiedział Weigelowi, że historia, którą opublikował, była „wszystkim, co na ten temat [Shapiro] wiedział”.
7 października 2013 roku Shapiro współzałożył TruthRevolt, utworzony we współpracy z fundacją David Horowitz Freedom Center amerykański serwis zajmujący się przeglądem medialnym. TruthRevolt zakończył swoją działalność w marcu 2018 roku.

### Podcasty i radio
W lipcu 2015 roku Shapiro oraz działaczka na rzecz osób transpłciowych Zoey Tur zasiedli w programie Dr. Drew On Call, aby skomentować otrzymanie przez Caitlyn Jenner Nagrody im. Artura Ashe za odwagę. Po tym, jak Shapiro wielokrotnie zwracał się do Tur za pomocą zaimków męskoosobowych, Tur chwyciła go za szyję i zagroziła na wizji, że: „wyśle go do domu w karetce”. Shapiro zgłosił sprawę na policję.
21 września 2015 roku Shapiro założył serwis The Daily Wire. Jest redaktorem naczelnym oraz prowadzącym polityczny podcast internetowy The Ben Shapiro Show, który emitowany jest codziennie. Od listopada 2017 r. podcast był pobierany 10 milionów razy każdego miesiąca. Westwood One rozszerzyło działalność The Ben Shapiro Show o audycje radiowe. W 2018 roku Politico określiło podcast jako „niezwykle popularny”.
Do 2016 był jednym z gospodarzy audycji konserwatywnego programu radiowego KRLA „The Morning Answer”. Wewnętrzne e-maile pokazały, że kierownictwo Salem Media, syndykatu, który był właścicielem tego programu, wywierało na Shapiro presję, aby bardziej wspierał Trumpa podczas wyborów prezydenckich w 2016 roku. Shapiro pozostał jednak bardzo krytyczny wobec Trumpa podczas wyborów.

### Prezenter telewizyjny
We wrześniu 2018 roku Shapiro poprowadził The Ben Shapiro Election Special na Fox News – serię limitowaną obejmującą wiadomości i zagadnienia związane ze zbliżającymi się wyborami w 2018 r.

## Poglądy

### Poglądy polityczne
The New Yorker, Ha-Arec i Vox określili poglądy Shapiro jako „prawicowe”, a The New York Times nazwał je „skrajnie konserwatywnymi”. Shapiro oskarża współczesnych liberałów o tworzenie wyimaginowanej „hierarchii wiktymizacji” i gloryfikację rzekomych ofiar, co prowadzi do tzw. polityki tożsamościowej; „The Times” opisuje to podejście jako centralny punkt poglądów Shapira. W swoich książkach przekonuje, że lewica wykorzystuje monopolizację kina i telewizji, aby przeforsowywać swój program światopoglądowy.
W 2006 r. Shapiro wezwał do przywrócenia ustawy o podburzaniu (Sedition Act of 1918), przywołując krytykę administracji Busha przez Demokratów – Al Gore’a, Johna Kerry’ego i Howarda Deana – nazywając je „nielojalnymi” i wywrotowymi. Shapiro określił później prezydenta Baracka Obamę mianem „filozoficznego faszysty”.
We wrześniu 2017 roku, podczas wywiadu z Danem Harrisem z ABC’s Nightline, Shapiro ostro skrytykował ruch skrajnej prawicy alt-right, stwierdzając, że „to ruch śmieci stworzony ze śmieciowych idei” i „nie ma nic wspólnego z konstytucyjnym konserwatyzmem”.
Shapiro jest zwolennikiem obniżenia podatków dla bardzo zamożnych. Poparł także prywatyzację ubezpieczeń społecznych, kryminalizację aborcji i uchylenie ustawy Obamacare. Shapiro przyznaje, że zachodzą zmiany klimatu, ale kwestionuje jednocześnie „jaki procent globalnego ocieplenia można przypisać działalności człowieka”.

### Prawo do posiadania broni
W październiku 2017, po strzelaninie w Las Vegas, Shapiro przekonywał, że „wprowadzenie zakazu posiadania broni każdego typu byłoby nierozsądne i niemoralne”, ale „musimy zrównoważyć potrzebę i prawo do posiadania broni palnej z kwestiami związanymi z porządkiem publicznym, włącznie z ryzykiem, że karabin maszynowy może być użyty publicznie”. Shapiro zasugerował, że ustawodawcy „powinni przyjrzeć się sposobom egzekwowania przepisów federalnych zakazujących sprzedaży broni osobom chorym psychicznie”.

### Niewolnictwo
Shapiro przekonuje, że Afroamerykanie byli ofiarami niesprawiedliwości w Stanach Zjednoczonych tylko z historycznego punktu widzenia, ale nie są ofiarami powszechnej niesprawiedliwości systemowej w obecnych czasach. Shapiro odrzuca ideę, że Stany Zjednoczone zostały założone na niewolnictwie, i twierdzi, że Ameryka „została założona pomimo niewolnictwa”. W 2017 r. Shapiro przekonywał, że „stwierdzenie, że osoby czarnoskóre w Stanach Zjednoczonych są biedniejsze od reszty społeczeństwa, ponieważ Ameryka jest rasistowska, jest stwierdzeniem nieprawdziwym”. W następstwie strzelaniny w kościele w Charleston Shapiro utrzymywał, że „współcześnie flaga Konfederacji nie powinna być eksponowana na terenie państwa w miejscach publicznych, ale doskonale nadaje się do przedstawiania w postaci wojennego pomnika”.

### Transpłciowość
Shapiro jest krytyczny wobec osób transpłciowych. W college’u w Michigan, dyskutując o zagadnieniach dotyczących transpłciowości z kobietą na widowni, Shapiro spytał ją, ile ma lat. Odpowiedziała, że ma 22 lata. Shapiro następnie zapytał ją: „Dlaczego nie masz 60 lat? Z jakiego powodu nie możesz się utożsamić z 60-latką?” Shapiro stwierdził później: „Nie możesz w magiczny sposób zmienić swojej płci. Nie możesz magicznie zmienić swojego wieku”. Podczas wywiadu z Danem Harrisem z ABC’s Nightline we wrześniu 2017 r. Shapiro opisał transpłciowość jako zaburzenie psychiczne i utożsamił je z dysforią płciową.

## Ofiara antysemityzmu
Po opuszczeniu Breitbart News Shapiro bywał często ofiarą antysemickiej retoryki ze strony skrajnej prawicy. Według analizy przeprowadzonej w 2016 roku przez Ligę Przeciwko Zniesławieniu Shapiro był najczęstszym celem antysemickich tweetów wśród dziennikarzy.

## Życie osobiste
Ma trzy siostry. W 2008 roku poślubił Mor Toledano, lekarkę izraelskiego obywatelstwa, pochodzącą z Maroka. Mają razem córkę (ur. 2014) oraz syna (ur. 2016). Shapiro i jego żona praktykują ortodoksyjny judaizm.

## Publikacje
- Brainwashed: How Universities Indoctrinate America’s Youth (ISBN 0-78526148-6). WND Books: 2004.
- Porn Generation: How Social Liberalism Is Corrupting Our Future (ISBN 0-89526016-6). Regnery: 2005.
- Project President: Bad Hair and Botox on the Road to the White House (ISBN 1-59555100-X). Thomas Nelson: 2008.
- Primetime Propaganda: The True Hollywood Story of How the Left Took Over Your TV (ISBN 0-06209210-3). Harper Collins: 2011.
- Bullies: How the Left's Culture of Fear and Intimidation Silences America (ISBN 1-47671001-5). Threshold Editions: 2013.
- The People vs. Barack Obama: The Criminal Case Against the Obama Administration (ISBN 1-47676513-8). Threshold Editions: 2014.
- A Moral Universe Torn Apart (ASIN B01I3X4ISK). Creator's Publishing: 2014.
- What's Fair and Other Short Stories (ASIN B016R28SLM). Revolutionary Publishing: 2015.
- True Allegiance (ISBN 1-68261077-2). Post Hill Press: 2016.